# 山野修太のテーマ
「山野修太のテーマ」（やまのしゅうたのテーマ）は、日本のヴィジュアル系ロックバンド、MoNoLithが2012年7月27日渋谷CLUB QUATTROで行った―ケイタ・シューヘイ・たかふみ・HAYATO―合同 BIRTHDAY PARTY ONEMAN「山野修太」にて「山野修太」名義で限定200枚販売発売した会場限定シングル。

## 概要
- 発売時のキャッチコピー
「山野修太」衝撃のデビュー作、緊急リリース決定!!
“男女の美しさ”
“人生の素晴らしさ”
こんな時代にこそ、響かせるべき歌がある。
Produced by RK
- 長らく入手不可だったが、後にMoNoLith THE LAST LIVE「クソガキ、悪ガキ、反抗期。」にて少数のみ事務所にあった在庫が販売された。[2]

## 収録曲
1. 山野修太のテーマ
(作詞・作曲・編曲：山野修太＆RK)
2. 山野修太のテーマ（オリジナル・カラオケ）